# Franz Studniczka

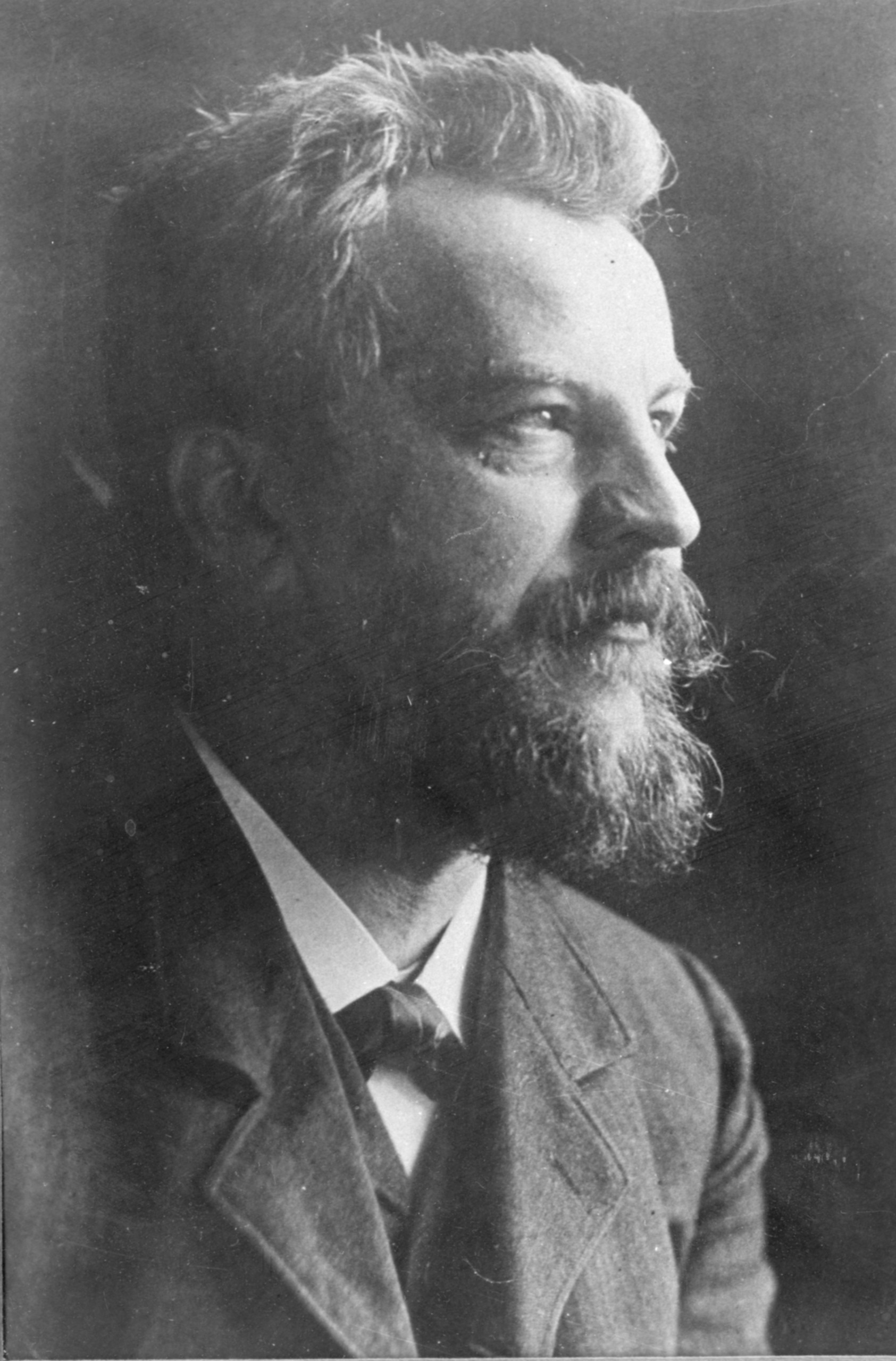
Franz Studniczka

Franz Studniczka (* 14. August 1860 in Jaslo, Galizien; † 4. Dezember 1929 in Leipzig) war ein österreichischer Klassischer Archäologe und von 1896 bis 1929 Professor für Klassische Archäologie an der Universität Leipzig.

## Leben

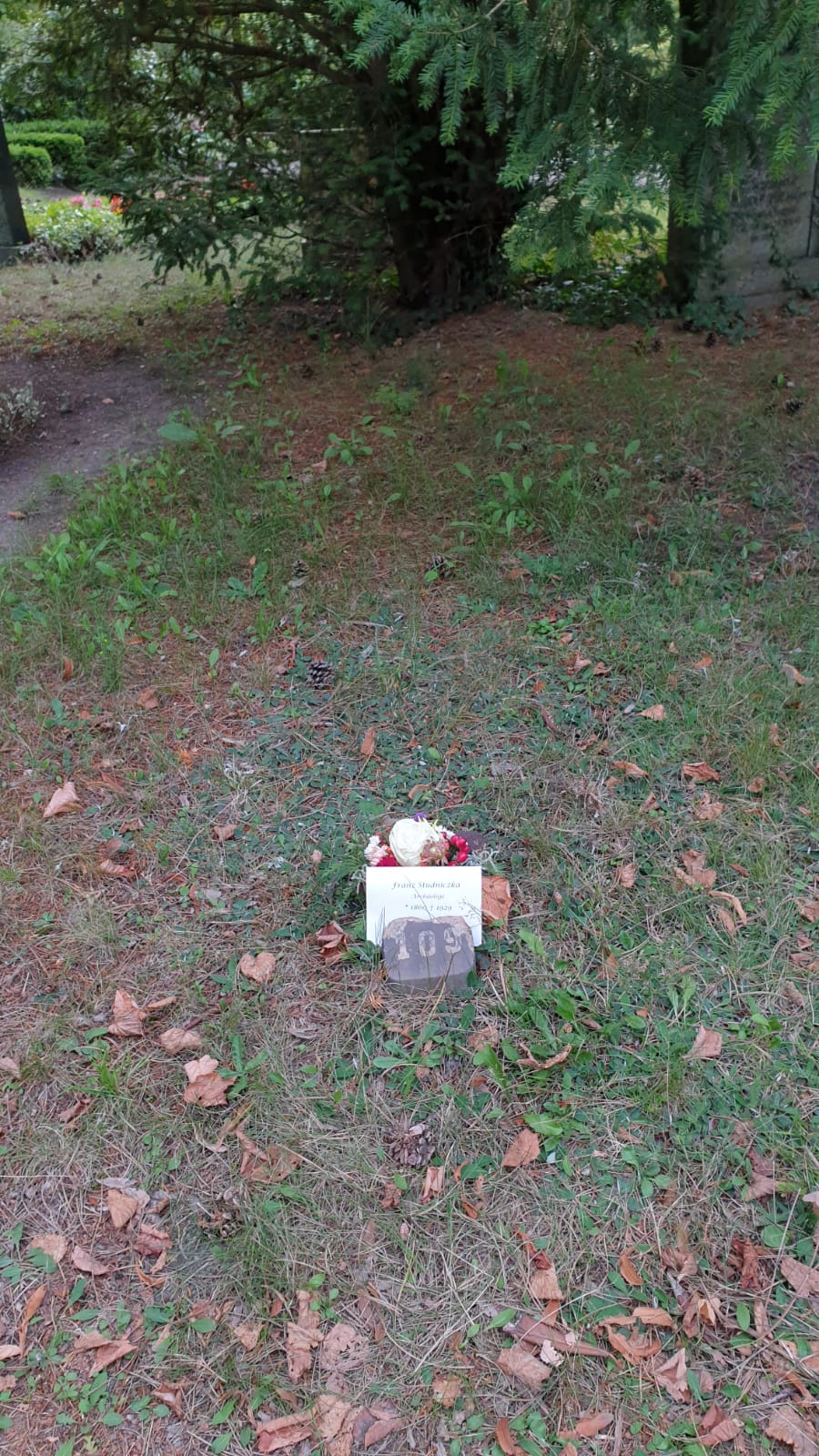
Aufgelassene Grabstätte von Franz Studniczka, von Verehrern mit Blumen geschmückt, August 2022

Franz Studniczka wurde 1860 als Sohn eines österreichischen Beamten geboren. Er studierte in Wien Klassische Archäologie und Alte Geschichte und wurde 1882 bei Otto Benndorf promoviert. Anschließend war er Assistent in Wien und habilitierte sich 1887 mit einer Arbeit zur archaischen Malerei. Im Jahr 1887 wurde er Kustosadjunkt der Münz- und Antikensammlung des Kaiserhauses in Wien sowie Privatdozent an der Universität Wien, bis er 1889 einem Ruf auf den Lehrstuhl für Klassische Archäologie an der Universität Freiburg im Breisgau folgte. Schließlich trat er 1896 die Nachfolge des 1895 verstorbenen Johannes Overbeck an der Universität Leipzig an. Diese Professur hatte er bis zu seinem Tode inne, sein Nachfolger wurde Herbert Koch.
Studniczka war ordentliches Mitglied des Deutschen Archäologischen Instituts und der Sächsischen Akademie der Wissenschaften in Leipzig (1896), korrespondierendes Mitglied der Preußischen Akademie der Wissenschaften (1924) sowie Ehrenmitglied der Society for the Promotion of Hellenic Studies.
Franz Studniczkas Grab befand sich auf dem Südfriedhof in Leipzig, II. Abteilung, Professorenrabatte, Rabattengrab 109.

## Bedeutung
Studniczka war ein Kenner der römischen und griechischen Kunst allerersten Ranges. Seine stilkritischen Methoden in der Archäologie wie unter anderem zum Porträt des Menander waren Meilensteine archäologischer Forschung und gelten noch heute als wegweisend. Seine Methoden erwiesen sich als wichtige Hilfsmittel nicht nur bei der stilkritischen Analyse, sondern auch bei der Feststellung von Fälschungen. 1911 verfasste Studniczka eine erste sorgfältige Analyse eines Reliefs im Museum of Fine Arts, Boston, dem Bostoner Thron, in dem er ein Pendant des bekannteren Ludovisischen Throns erkannte und seine – bis heute nicht unumstrittene – Echtheit postulierte. Studniczkas Wiederherstellung der Kopenhagener Artemis-Iphigenie-Gruppe in der Ny Carlsberg Glyptotek zählt zu den herausragendsten Leistungen der Leipziger Archäologie.
Die Universität Leipzig verdankte Studniczka den weiteren Ausbau der unter Overbeck begonnenen Antikensammlung insbesondere von Abgüssen, so dass sie zu einer der größten Abguss-Sammlungen in Deutschland wurde, mit etwa 3,000 Inventarstücken. Unter seinem Direktorat wurde der Bestand antiker Originale im Antikenmuseum der Universität bedeutend erweitert. Dies gelang durch die Gewinnung zahlreicher Sponsoren. Der Amerikaner Edward Perry Warren in Boston und der Engländer John Marshall in Oxford sind dabei besonders hervorzuheben.

## Schriften (Auswahl)
- Beiträge zur Geschichte der altgriechischen Tracht. In: Abhandlung des Archäologisch-epigraphischen Seminars in Wien 1886 (= Dissertation).
- Kyrene, eine altgriechische Göttin. 1890.
- Kalamis. Ein Beitrag zur griechischen Kunstgeschichte. Leipzig 1907.
- Das Bildnis des Aristoteles. A. Edelmann, Leipzig 1908.
- Das Bildnis des Aristoteles. Leipzig 1908.
- Das Gegenstück der Ludovisischen Thronlehne. In: Jahrbuch des Deutschen Archäologischen Instituts. Band 26, 1911, S. 50 ff.
- Das Symposion Ptolemaios II. Nach der Beschreibung des Kallixeinos. Leipzig 1914.
- Das Bildnis Menanders. In: Neue Jahrbücher für das klassische Altertum. Band 21, 1918, S. 1–31.
- Die Ostgiebelgruppe vom Zeustempel in Olympia. Leipzig 1923.
- The Sophocles Statues. In: Journal of Hellenic Studies. Band 43, 1923, S. 57–67.
- Artemis und Iphigenie. Marmorgruppe der Ny Carlsberg Glyptothek. Leipzig 1926.
- Die Anfänge der griechischen Bildniskunst. In: Zeitschrift für bildende Kunst. Band 62, Nr. 6, 1928–1929, S. 121–134.